# Ilanski
Ilanski (en rus Иланский) és una ciutat del krai de Krasnoiarsk, a Rússia. Es troba a la vora del riu Ilanka, a 188 km a l'est de Krasnoiarsk i a 3.528 km a l'est de Moscou.

## Història
El lloc és conegut des del 1645 amb el nom d'Ilànskaia. A la dècada de 1730 s'hi construí un camí que connectava Ilànskaia amb les viles properes.
El 1894 la vila quedà connectada amb el Transsiberià i s'hi construí una estació i un dipòsit ferroviari. El 1939 rebé l'estatus de ciutat i el seu nom actual.

## Pobles del districte d'Ilansky
Abakumovka